# Medborgarcertifikat
Medborgarcertifikat, i Finland en elektronisk identitet som utfärdas av Befolkningsregistercentralen.
Det används på identitetskort, betalkort, och på SIM-kort.